# World Sinfonia – The Grande Passion
World Sinfonia – The Grande Passion – siedemnasty album studyjny amerykańskiego gitarzysty jazzowego Ala Di Meoli, wydany w 2000 roku nakładem Telarc.

## Lista utworów
Opracowano na podstawie materiału źródłowego.
| Nr | Tytuł utworu                  | Muzyka                    | Długość |
| -- | ----------------------------- | ------------------------- | ------- |
| 1. | „Misterio”                    | Al Di Meola               | 7:54    |
| 2. | „Double Concerto”             | Astor Piazzolla           | 5:58    |
| 3. | „Prelude: Adagio for Theresa” | Di Meola, Mario Parmisano | 1:22    |
| 4. | „The Grande Passion”          | Di Meola                  | 9:06    |
| 5. | „Asia de Cuba”                | Di Meola                  | 8:59    |
| 6. | „Soledad”                     | Piazzolla                 | 7:38    |
| 7. | „Opus in Green”               | Di Meola                  | 10:21   |
| 8. | „Libertango”                  | Piazzolla                 | 5:08    |
| 9. | „Azúcar”                      | Di Meola                  | 3:13    |
|    |                               |                           | 59:39   |

## Twórcy
Opracowano na podstawie materiału źródłowego.
Muzycy:
- Al Di Meola – gitary akustyczne, akustyczna gitara basowa, darbuka, instrumenty perkusyjne
- Oscar Feldman – saksofon tenorowy
- Gilad – instrumenty perkusyjne
- Mike Mossman – trąbka
- Gumbi Ortiz – kongi
- Mario Parmisano – fortepian, syntezator
- John Patitucci – akustyczna gitara basowa
- Hernan Romero – gitary, charango, śpiew
- Arto Tunçboyacıyan – śpiew, instrumenty perkusyjne
- Fabrizio Festa – dyrygent
- Orkiestra symfoniczna Toronto – instrumenty smyczkowe, instrumenty szarpane, instrumenty dęte

Produkcja:
- Al Di Meola – produkcja muzyczna, aranżacja
- Robert Woods – produkcja wykonawcza
- David Baker, Katsu Naito, Henry Nophsker – inżynieria dźwięku